# Laelia lilacina
Laelia lilacina är en fjärilsart som beskrevs av Moore 1884. Laelia lilacina ingår i släktet Laelia och familjen tofsspinnare. Inga underarter finns listade i Catalogue of Life.